# Carl von Essen
Carl Thure Henrik von Essen  (18. října 1940 Jönköping, Švédsko – 11. listopadu 2021) byl švédský sportovní šermíř, který se specializoval na šerm kordem. Švédsko reprezentoval v šedesátých a sedmdesátých letech. Na olympijských hrách startoval v roce 1968, 1972, 1976. V soutěži jednotlivců se představil pouze na olympijských hrách v roce 1972. V roce 1969 obsadil na mistrovství světa v soutěži jednotlivců třetí místo. V roce 1976 vybojoval se švédským družstvem kordistů zlatou olympijskou medaili a v letech 1974, 1975, 1977 titul mistra světa.